# ایستگاه متروی پیملیکو
ایستگاه متروی پیملیکو (انگلیسی: Pimlico tube station) یکی از ایستگاه‌های خط ویکتوریا متروی لندن است.
این ایستگاه که در شهر وست‌مینستر قرار دارد در سال ۱۹۷۲ میلادی تأسیس شده است.

## نگارخانه

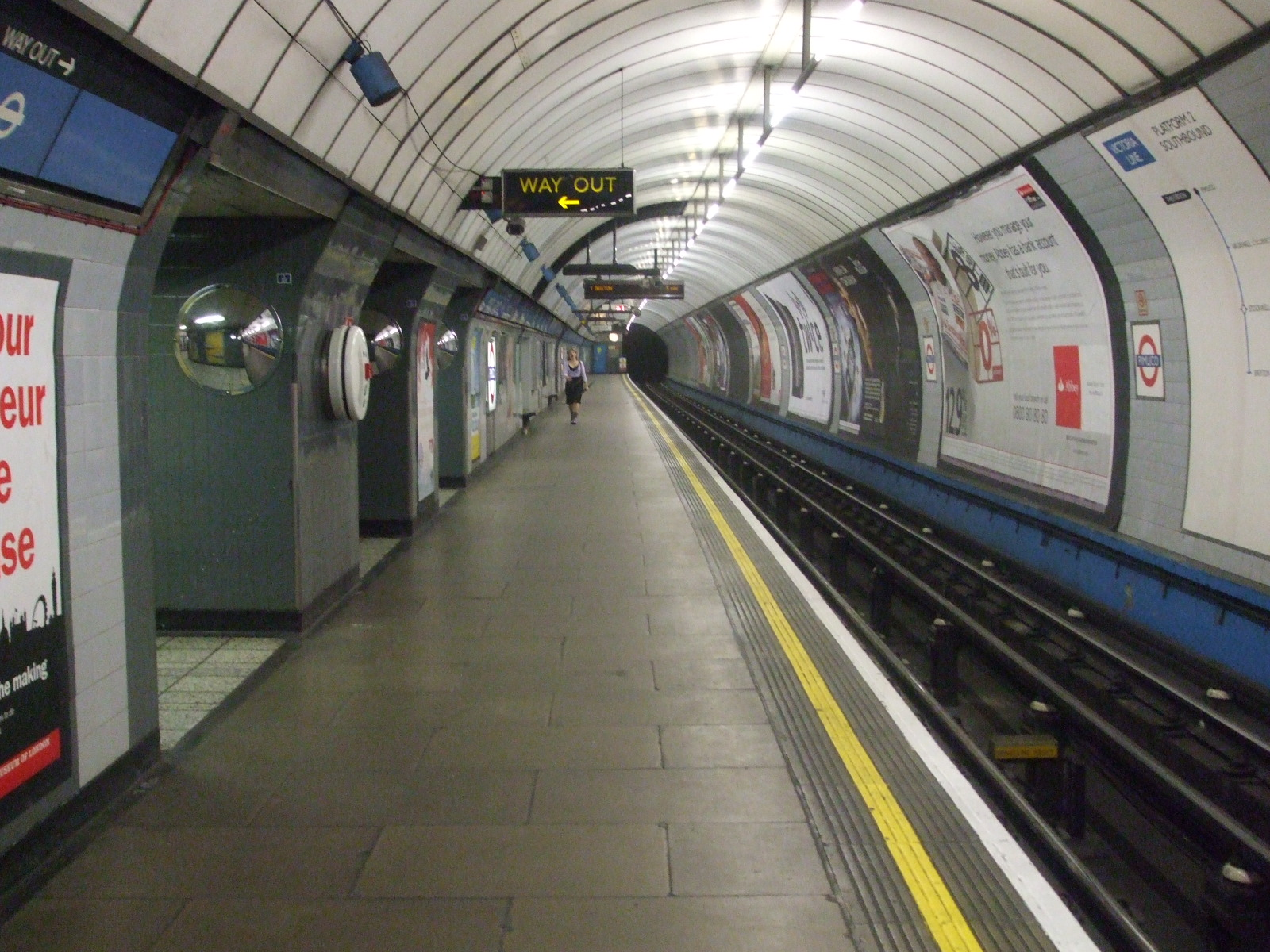
Southbound platform looking north
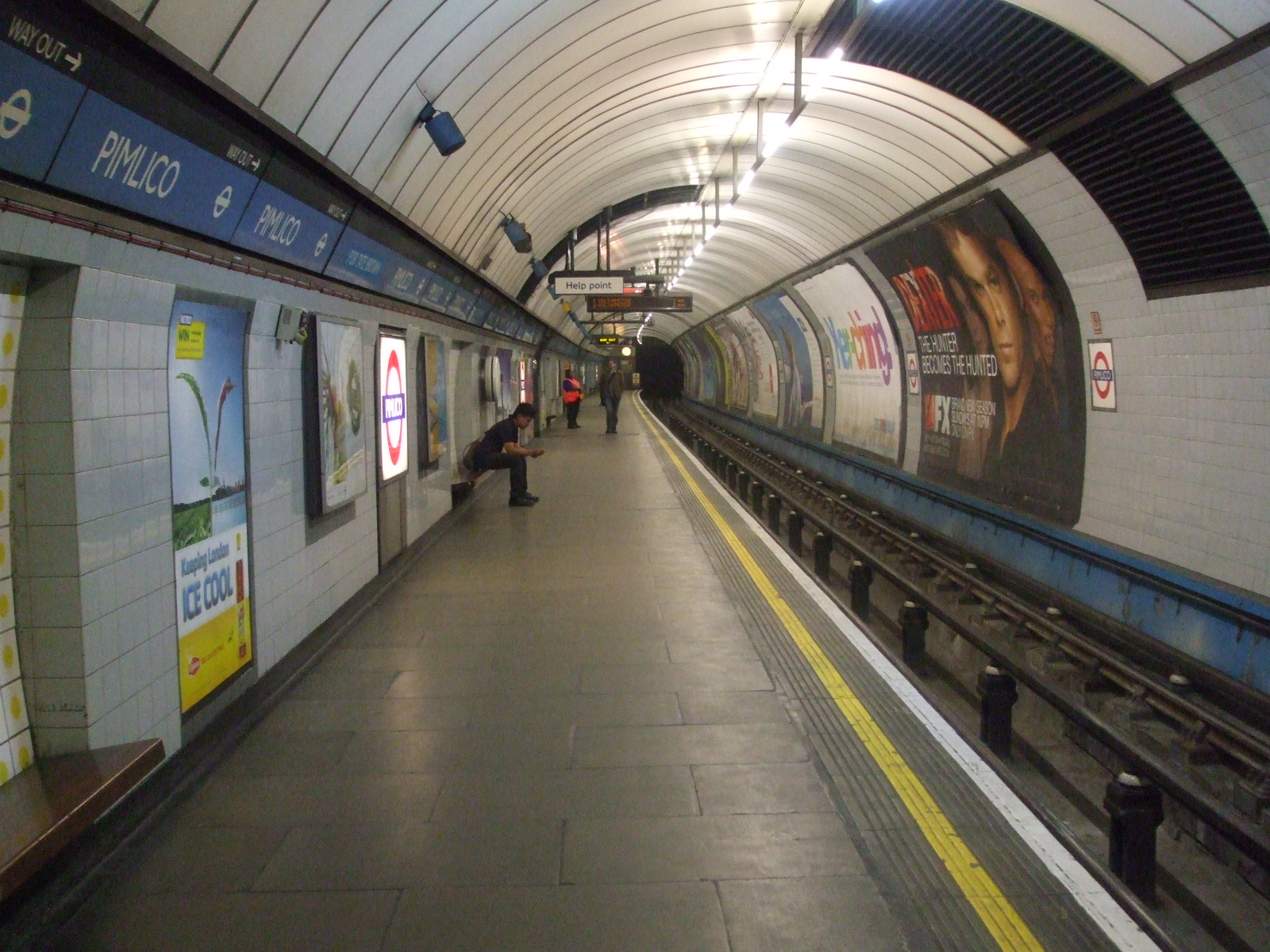
Northbound platform looking south
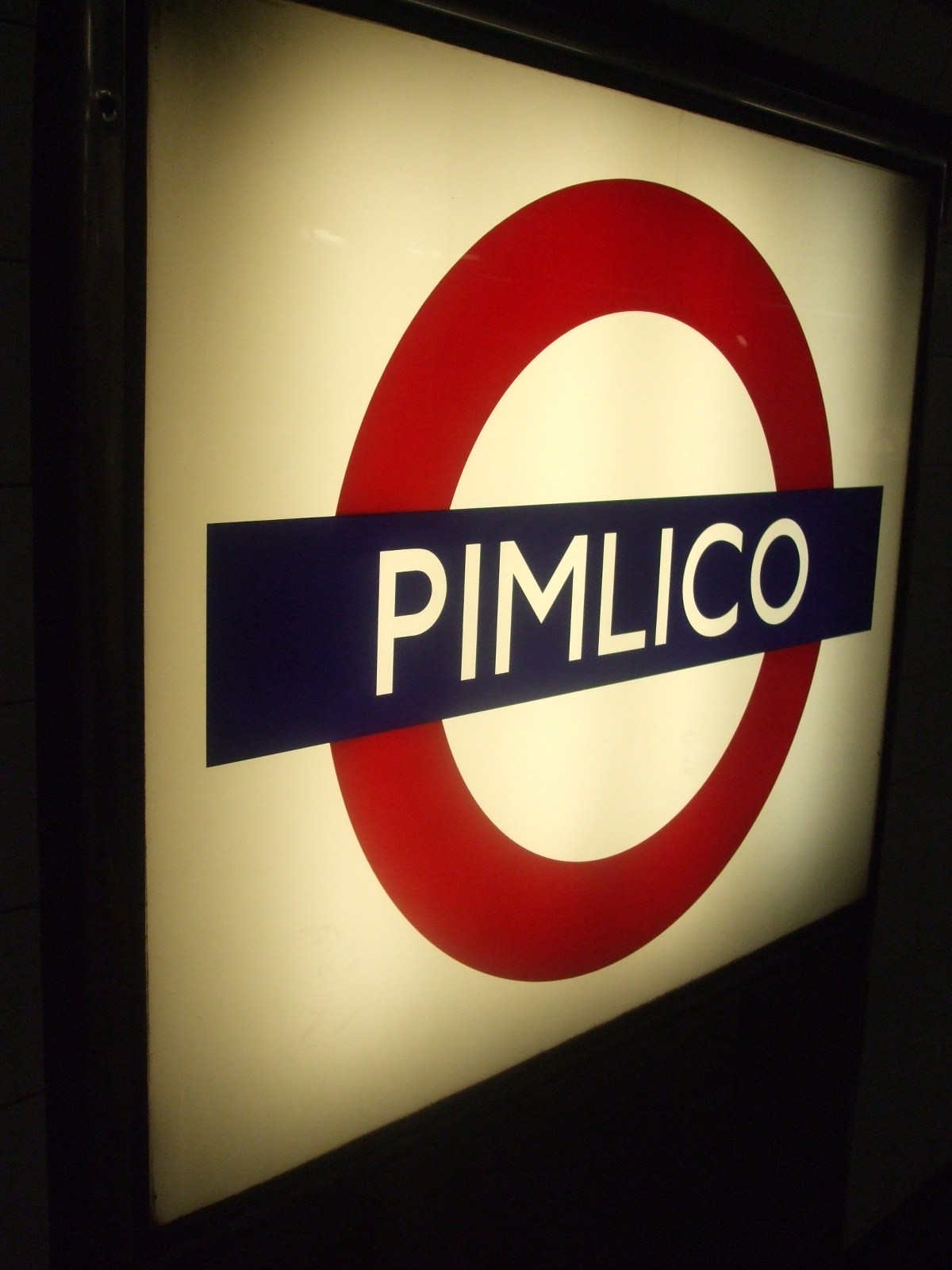
Platform roundel, back-lit, producing contrast in this photo
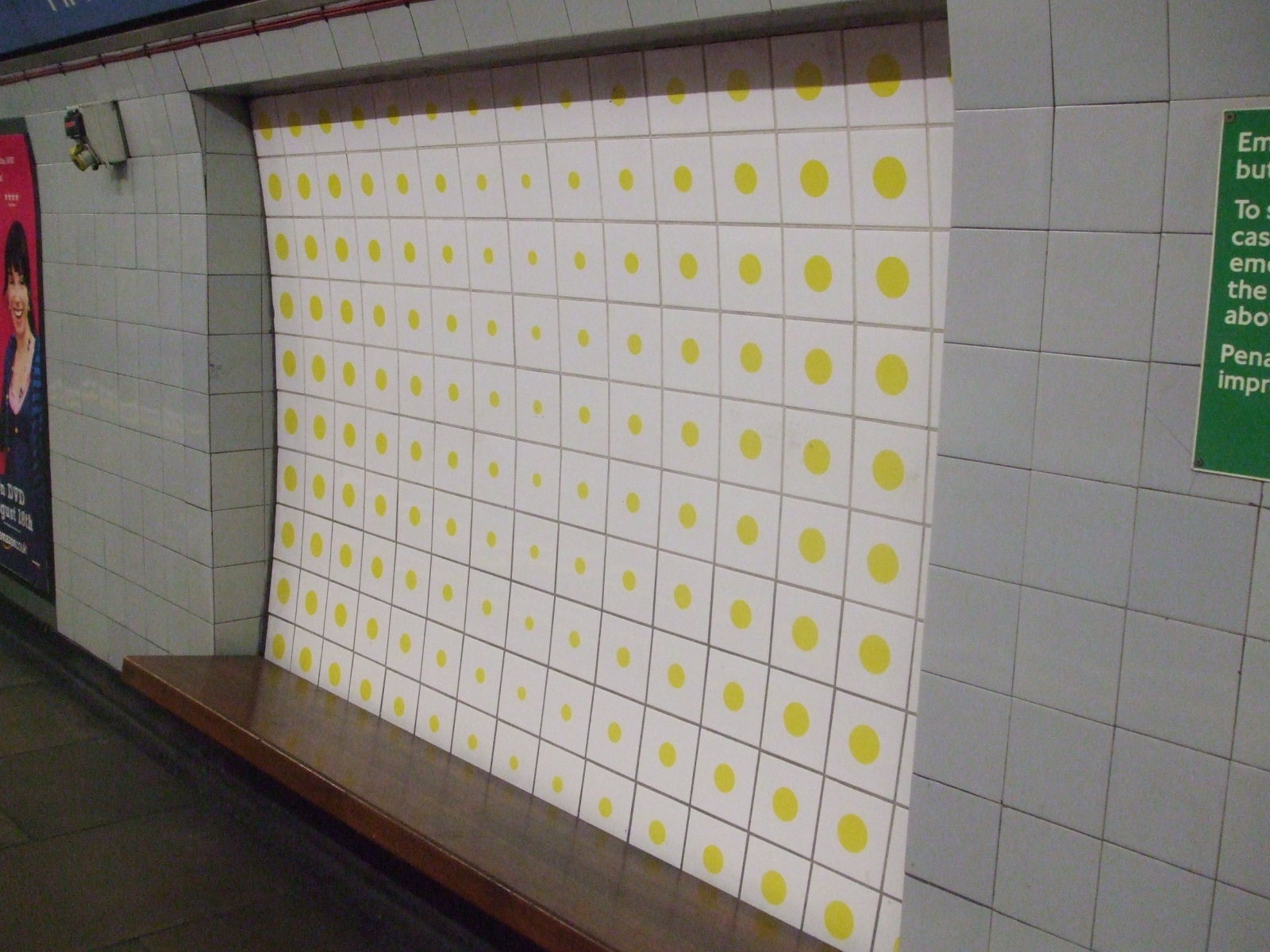
Platform motif - spots representing modern art at the nearby Tate Britain gallery